# Listă de stadioane de fotbal din Bulgaria
Această pagină este o listă a stadioanelor de fotbal din Bulgaria, ordonate după capacitate. În acest moment stadioanele cu o capacitate de 10.000 de locuri sau mai mult sunt incluse.
| #   | Stadion                          | Capacitate | Oraș           | Echipa                     | Rating UEFA |
| --- | -------------------------------- | ---------- | -------------- | -------------------------- | ----------- |
| 1   | Stadionul Național Vasil Levski  | 43.632     | Sofia          | Bulgaria                   |             |
| 2=  | Hristo Botev (Vrața)             | 32.000     | Vrața          | Botev Vrața                |             |
| 2=  | Stadionul Slavia                 | 32.000     | Sofia          | Slavia Sofia               |             |
| 4   | Stadionul Georgi Asparuhov       | 29.200     | Sofia          | Levski Sofia               |             |
| 5   | Stadionul Beroe                  | 25.000     | Stara Zagora   | Beroe Stara Zagora         |             |
| 6   | Stadionul Panayot Volov          | 24.390     | Șumen          | PFC Volov                  |             |
| 7   | Stadionul Bălgarska Armia        | 22.015     | Sofia          | CSKA Sofia                 |             |
| 8=  | Stadionul Lokomotiv (Sofia)      | 22.000     | Sofia          | Lokomotiv Sofia            |             |
| 8=  | Hristo Botev (Plovdiv)           | 22.000     | Plovdiv        | Botev Plovdiv              |             |
| 8=  | Stadionul Gradski (Ruse)         | 22.000     | Ruse           | Dunav Ruse                 |             |
| 8=  | Stadionul Belite Orli            | 22.000     | Plevna         | Belite Orli Plevna         |             |
| 8=  | Stadionul Plevna                 | 22.000     | Plevna         | n/a                        |             |
| 13  | Stadionul Haskovo                | 20.000     | Haskovo        | PFC Haskovo                |             |
| 14  | Stadionul Lazur                  | 18.037     | Burgas         | Cernomoreț Burgas          |             |
| 15= | Stadionul Ivaylo                 | 18.000     | Veliko Târnovo | Etar Veliko Târnovo        |             |
| 15= | Stadionul Hristo Botev (Gabrovo) | 18.000     | Gabrovo        | FC Yantra, OFC Yantra 2000 |             |
| 15= | Stadionul Akademik               | 18.000     | Sofia          | Akademik Sofia             |             |
| 18  | Stadionul Bonchuk                | 16.050     | Dupnița        | Marek Dupnița              |             |
| 19  | Stadionul Hagi Dimităr           | 15.000     | Sliven         | OFC Sliven 2000            |             |
| 20  | Stadionul Lokomotiv (Plovdiv)    | 13.800     | Plovdiv        | Lokomotiv Plovdiv          |             |
| 21  | Stadionul Georgi Benkovski       | 13.128     | Pazargik       | Hebar Pazargik             |             |
| 22  | Hristo Botev (Blagoevgrad)       | 13.000     | Blagoevgrad    | Pirin Blagoevgrad          |             |
| 23= | Stadionul Ticha                  | 12.500     | Varna          | Cerno More Varna           |             |
| 23= | Stadionul Druzhba                | 12.500     | Dobrici        | Dobrudzha Dobrici          |             |
| 25  | Spartak (Varna)                  | 12.000     | Varna          | Spartak Varna              |             |
| 26  | Lokomotiv (Ruse)                 | 10.000     | Ruse           | PFC Ariston Ruse           |             |

|27||PFC (Nesebar)\\10.000\\Nesebar\\PFC Nesebar||

## Stadioane viitoare
| Stadion             | Capacitate | Oraș   | Club              | Data deschiderii |
| ------------------- | ---------- | ------ | ----------------- | ---------------- |
| Stadionul New Varna | 30.000     | Varna  | Cerno More Varna  | 2013             |
| Cernomoreț Arena    | 30.000     | Burgas | Cernomoreț Burgas | 2017             |